# Langgongsari
Langgongsari is een bestuurslaag in het regentschap Banyumas van de provincie Midden-Java, Indonesië. Langgongsari telt 6648 inwoners (volkstelling 2010).